# James Lawson (militant)
Pour les articles homonymes, voir James Lawson.
James Morris Lawson, Jr., né le 22 septembre 1928 à Uniontown (Pennsylvanie) et mort le 9 juin 2024 à Los Angeles (Californie),, est un militant et professeur d'université américain. Il est l'un des théoriciens de la non-violence au sein du Mouvement américain des droits civiques.

## Biographie
Né à Uniontown en Pennsylvanie, James Lawson a grandi à Massillon dans l'Ohio.
Alors étudiant à l'université Baldwin Wallace, il rejoint la Fellowship of Reconciliation (FOR) et le Congress of Racial Equality (CORE).
Il a passé une année en prison à cause de son engagement comme objecteur de conscience et de son refus de la conscription pour la guerre de Corée,, et trois comme missionnaire méthodiste à Nagpur en Inde. De son voyage en Inde, il s'inspire du discours non-violent de Mohandas Karamchand Gandhi,.
De retour aux États-Unis, il entre à l'Oberlin College. Il est introduit au sein du Mouvement afro-américain des droits civiques par Martin Luther King,. Il participe notamment à la politique des Freedom Rides et des sit-ins.
Il entre par la suite à l'université Vanderbilt en s'impliquant également dans la Southern Christian Leadership Conference (SCLC). À Nashville, il forme de nombreux étudiants à la non-violence dont Diane Nash, James Bevel, Bernard Lafayette (en), Marion Barry et John Lewis. Il est exclu de l'université Vanderbilt pour ses activités.
Il passe par la suite de nombreuses années comme pasteur protestant à Memphis et à Los Angeles.

## Postérité
Dans le film Le Majordome (2013), son rôle est interprété par Jesse Williams.